# Église Notre-Dame d'Élan
L'église Notre-Dame est une ancienne abbatiale située à Élan, en France.

## Description
Le portail extérieur date de 1720 et est orné de quatre colonnes corinthiennes surmontées d'un entablement et de pots à fleurs. il est suivi d'un portail intérieur, encadré construit dans la même période, l'ensemble constituant un porche précédant la première travée. La nef est aujourd'hui plafonnée. L'autel de marbre est doté de colonnes torses supportant un fronton brisé.

## Localisation
L'église est située sur la commune d'Élan, dans le département français des Ardennes, au sein d'un ensemble comprenant le logis ou château abbatial, l'aile des convers datant du XVIe siècle et d'autres vestiges de l'abbaye d'Élan.

## Historique
L'église actuelle est à l’emplacement de l'ancienne abbatiale de la fin du XIIe siècle et inclut les deux premières travées de la nef de cette abbatiale (l'abbatiale comprenait trois travées, des bas-côtés, et un chevet plat). Quatre piles des arcades de l'ancien bâtiment, à présent bouchées, sont réemployées dans cette église. Un porche a été rajouté dans la première partie du XVIIIe siècle, avec portail intérieur et extérieur. C'est le lieu de sépulture de Antoine de Brabant, comte de Rethel puis de Philippe de Bourgogne (1389-1415).
L'édifice est inscrit au titre des monuments historiques en 1946.